# Gonomyia bispina
Gonomyia bispina är en tvåvingeart som beskrevs av Alexander 1924. Gonomyia bispina ingår i släktet Gonomyia och familjen småharkrankar. Inga underarter finns listade i Catalogue of Life.